# Polyura clitarchus
Polyura clitarchus är en fjärilsart som beskrevs av William Chapman Hewitson 1874. Polyura clitarchus ingår i släktet Polyura och familjen praktfjärilar. Inga underarter finns listade i Catalogue of Life.

## Bildgalleri

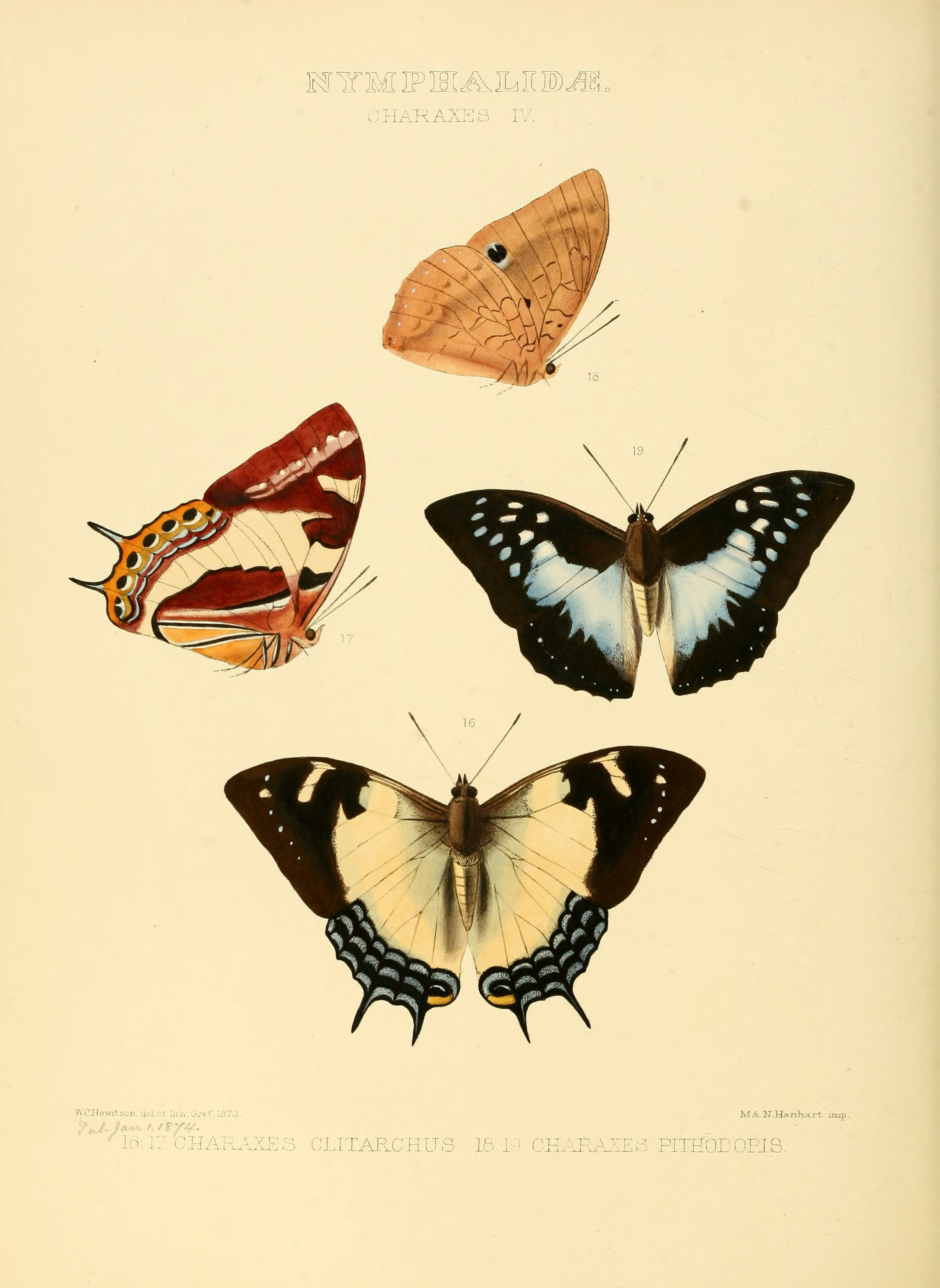